# Бернардинцы в Беларуси
Бернардинцы в Белоруссии — монашеское ответвление ордена францисканцев, действовавшее на территории современной Белоруссии.

## История
В 1415 году францисканский проповедник Бернардин Сиенский обратился к Папе Римскому Мартину V с просьбой подтвердить первоначальный устав, утверждённый Франциском Ассизским. Констанцский собор 1415 года удовлетворил эту просьбу. В 1431 году при Папе Евгении IV францисканцы-обсерванты получили право ввести должность генерального викария, которую занял Бернардин Сиенский. В 1467 году был создан Польский викариат.
В Вильне бернардинцы прибыли с викарием Польской провинции Марианом Езиорковским  по приглашению Казимира IV, который построил для них над рекой Вилейкой, близ королевской мельницы, большой деревянный монастырь с церковью в честь св. Франциска и Бернарда, что подтвердил дарственной грамотой от 30 сентября 1469 года.
Окончательный разрыв бернардинцев, то есть францисканцев-обсервантов, с францисканцами-конвентуалами произошёл в 1517 году при Папе Льве IX. В том же году была образована Польская провинция. В 1530 году из Польской провинции выделилась Литовская провинция (в 1570 году вновь была объединена с Польской). В 1628 году Польская провинция разделилась на Великопольскую, Малопольскую, Русскую и Литовскую. В 1630 году Малопольская, Русская и Литовская провинции были объединены в Польскую (Малопольско-Литовскую) провинцию. Из последней в 1637 году выделилась Русская, а в 1731 году — Литовская.
На территории Речи Посполитой (современные Белоруссия, Литва, часть Польши, Украины, Латвии, Эстонии, Молдавии, Словакии, России) за монахами широко распространилось название «бернардинцы» (от имени Бернарда Сиенского). Одевались бернардинцы в сутану тёмно-серого цвета с капюшоном, носили пояс из белой шерсти. На территорию современной Белоруссии бернардинцы прибыли из Польши. Главными целями бернардинцев была миссионерская работа среди православного населения и пастырская деятельность.
Монахини-бернадинки первоначально селились при мужских монастырях ордена и не принимали обязательства постоянного жительства при монастыре (клевзуру). В 1566 году Папа Пий V обязал их принять клевзуру и три монашеские обязательства.

## Монастыри бернардинцев на территории современной Белоруссии

### Мужские монастыри бернардинцев на территории современной Белоруссии
1. Беница (1701 основан трокским каштеляном Михаилом Казимиром Коцеллом, Троицкий костёл 1701—1704);
2. Березино (1737 хорунжим литовским Владиславом Пацем);
3. Брест-Литовский (1659 построен Галимским);
4. Будслав (1504 основан великим князем Александром Ягеллончиком, костёл Вознесения Пресвятой Девы Марии 1767—1783);
5. Гродно (1494 основан великим князем Александром Ягеллончиком, жилой корпус 1595—1618, костёл Обретения св. Креста основан в 1595 Сигизмундом III и построен в 1602—1618, въездная арка XVIII в.);
6. Витебск (1676 основан витебским воеводой Яном Антонием Храповицким вместе с костёлом св. Антония Падуанского);
7. Воложин (1681 придворным маршалком литовским Юзефом Богуславом Слушкой, духовная школа — 1681);
8. Глуск (1662 старостой волковысским Александром Полубинским);
9. Друя (1643 построен подканцлером литовским Казимиром Львом Сапегой, костёл Троицкий 1643—1646, жилой корпус 1643—1643);
10. Дубровно (1630 виленским каштеляном Николаем Глебовичем, жилой корпус 1809);
11. Ивье (1631 мстиславским воеводой Николаем Кишкой из Цехановца, костёл св. Петра и Павла 1494—1495, жилой корпус — п.п. XVII в.);
12. Лукомль (Иваном Лукомским до 1493 года);
13. Могилев (1687 основан Фёдором Ржевуским);
14. Мозырь (1645 основан полковником Стефаном Лозко);
15. Минск (1624 красносельский староста Андрей Консовский, костёл св. Иосифа около 1644—1652, жилой корпус около 1644—1652);
16. Микулино (1720 основан витебским каштеляном Марианом Огинским);
17. Мстиславль (1727 на пожалования хорунжего витебского Ивана Гурко, костёл Рождества Богородицы — 1727);
18. Несвиж (1594 основан князем Николаем Христофором Радзивиллом Сироткой, жилой корпус 1594—1598);
19. Орша (1653 холмским старостой Андреем Млоцким, жилой корпус после 1653);
20. Пинск (1717 великим гетманом литовским Михаилом Сервацием, князем Вишневецким, собор св. Варвары 1786—1787, жилой корпус 1828—1830, колокольня- к. XIX в.);
21. Полоцк (1498 великим князем Александром Ягеллончиком, костёл Девы Марии построен в 1758 вместе с жилым корпусом монастыря);
22. Селище (1726 полоцким воеводой Иосафатом Селявой, костёл св. Вероники — с 1728);
23. Слоним (1630 Андреем и Екатериной Радванами, собор Троицкий 1639—1645, жилой корпус — 1749);
24. Слуцк (1661 основан князем Богуславом Радзивиллом, жилой корпус — 1793);
25. Юровичи (в 1817 Иезуитский коллегиум был передан ордену бернардинцев).

При монастырях функционировали школы, библиотеки, иногда аптеки. При Будславском монастыре действовала музыкальная школа.

### Женские монастыри бернардинцев на территории современной Белоруссии
1. Брест (1624—1831, на пожалования Гелены Копцевой из рода Дульских);
2. Гродно (около 1618—1853, на пожалования жемайтского старосты Иеронима Воловича);
3. Минск (1630—1866, на пожалования Александра Слушки);
4. Слоним (1645—1907, на пожалования Констанции Юдицкой-Салотыцкой).